# Sardyńczycy
Sardyńczycy – rdzenna ludność Sardynii, zamieszkująca także w innych regionach Włoch, w Europie Zachodniej. Łącznie około 1,5 mln. Dialektów języka sardyńskiego używają obok języka włoskiego. Zostali zromanizowani między III w. p.n.e. a I w. n.e. Przyjęli chrześcijaństwo między IV a VI wiekiem. W większości katolicy. W kulturze widoczne wpływy włoskie, katalońskie i hiszpańskie. Zachowali silną więź krewniaczą.
O ich odrębności od Włochów świadczy niski udział genu N w układzie MN oraz czynnika Rh− w krwi.